# Nandru
Nandru – wieś w Rumunii, w okręgu Hunedoara, w gminie Pestișu Mic. W 2011 roku liczyła 183 mieszkańców.